# Wilson Isidor
Wilson Isidor (* 27. August 2000 in Rennes) ist ein französischer Fußballspieler.

## Karriere

### Verein
Isidor begann seine Karriere beim SC Le Rheu. Zur Saison 2009/10 wechselte er in die Jugend von Stade Rennes. In Rennes spielte er im November 2017 erstmals für die viertklassige Reserve. Zur Saison 2018/19 wechselte er zur AS Monaco, wo er zunächst ebenfalls für die zweite Mannschaft in der National 2 zum Einsatz kam. Im September 2018 stand er schließlich auch erstmals im Kader der Profis von Monaco. Sein Debüt für diese in der Ligue 1 gab er schließlich im November 2018 gegen Paris Saint-Germain. Dies blieb sein einziger Ligaeinsatz für Monaco, zusätzlich absolvierte er noch jeweils eine Pokal- und Ligapokalpartie. Für Monaco B kam er zu 16 Viertligaeinsätzen.
Nachdem er zu Beginn der Saison 2019/20 wieder für Monaco B gespielt hatte, wurde Isidor im September 2019 an den Drittligisten Stade Laval verliehen. Für Laval kam er bis zum COVID-bedingten Saisonabbruch zu 14 Einsätzen in der National, in denen er ein Tor erzielte. Zur Saison 2020/21 kehrte er zunächst nach Monaco zurück, ehe er im August 2020 erneut in die dritte Liga verliehen wurde, diesmal an den FC Bastia-Borgo. Für Bastia erzielte er 15 Tore in 29 Einsätzen und war damit hinter Andrew Jung der zweitbeste Torschütze der Liga, nichtsdestotrotz stieg Bastia zu Saisonende aus der National ab.
Zur Saison 2021/22 kehrte der Angreifer abermals nach Monaco zurück. Dort spielte er zwar wieder dreimal für die Reserve, kam allerdings zusätzlich auch regelmäßig für die Profis zum Einsatz und durfte unter anderem in der Qualifikation zur UEFA Champions League gegen Schachtar Donezk sein internationales Debüt auf Vereinsebene geben. Nach insgesamt neun Pflichtspieleinsätzen in der Saison 2021/22 für die Monegassen wechselte Isidor im Januar 2022 nach Russland zu Lokomotive Moskau. Bis zum Ende der Spielzeit absolvierte er elf Spiele in der Premjer-Liga und erzielte dabei sieben Tore. In der Saison 2022/23 kam er zu 20 Einsätzen, in denen er achtmal traf.
Nach weiteren vier Einsätzen zu Beginn der Saison 2023/24 wurde er im September 2023 an den Ligakonkurrenten Zenit St. Petersburg verliehen. Während der Leihe kam er zu 14 Einsätzen für Zenit, mit dem Team wurde er Meister. Im Juli 2024 wurde er von St. Petersburg fest verpflichtet. Nach drei Einsätzen zu Beginn der Saison 2024/25 wurde er im August 2024 nach England an den Zweitligisten AFC Sunderland verliehen.

### Nationalmannschaft
Isidor spielte im März 2017 erstmals für die französische U-17-Auswahl. Mit dieser nahm er im selben Jahr auch an der EM teil. Während des Turniers kam er in allen fünf Partien der Franzosen zum Einsatz, mit denen er den fünften Rang belegte. Dadurch war Frankreich auch für die im selben Jahr stattfindende WM qualifiziert, für die Isidor ebenfalls nominiert wurde. Dort erreichte Frankreich das Achtelfinale, Isidor kam in drei von vier Partien zum Einsatz und steuerte zwei Treffer bei.
2019 nahm der Angreifer mit der U-19-Mannschaft auch an der EM teil. Die Franzosen schieden im Halbfinale aus, Isidor kam zu drei Einsätzen und einem Tor.